# Abbadia Lariana
Abbadia Lariana ist eine Gemeinde in der Provinz Lecco in der Region Lombardei und liegt am nordöstlichen Ufer des Comer Sees.

## Geographie

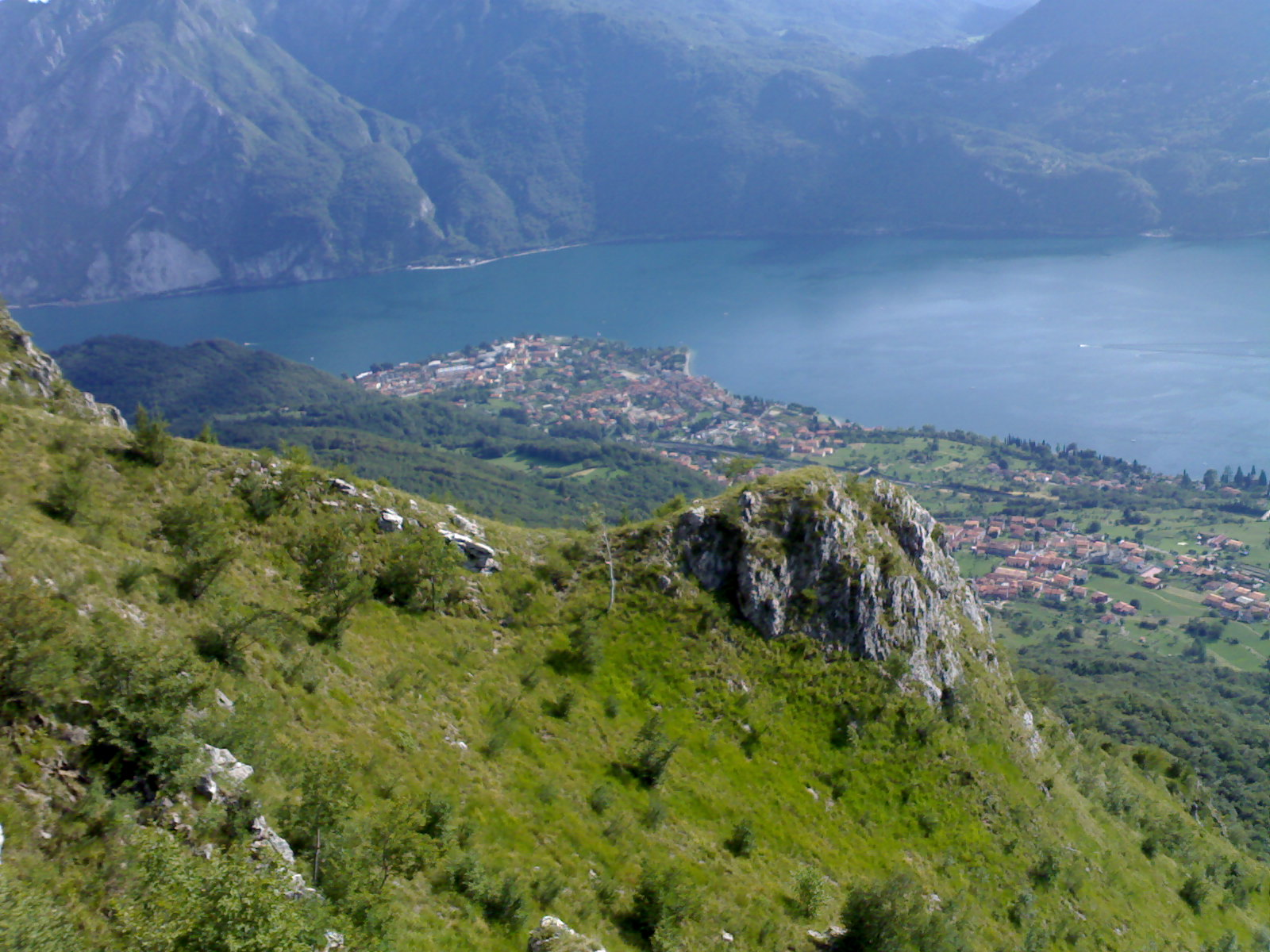
Aussicht auf Abbadia Lariana

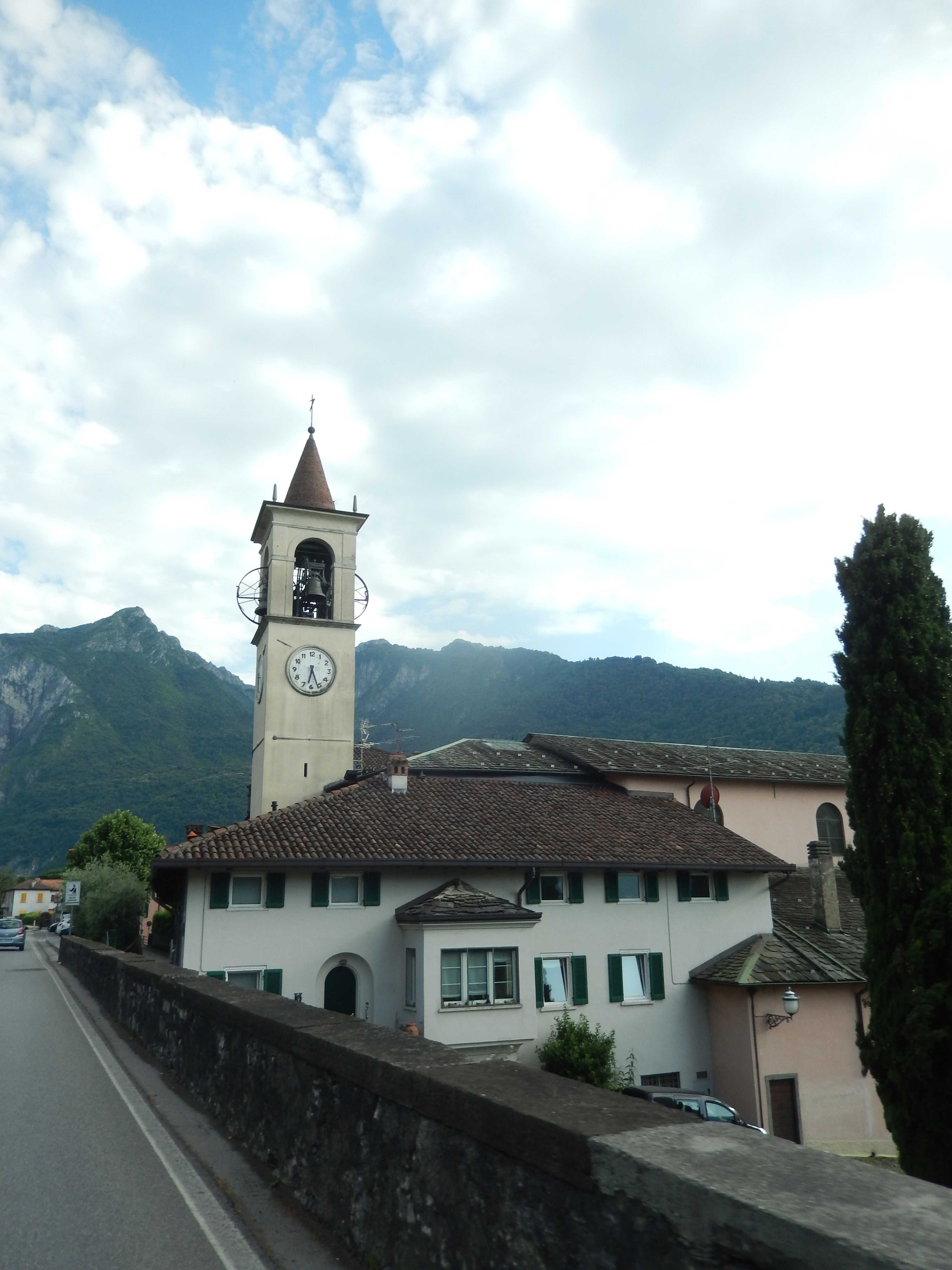
Kirche San Lorenzo

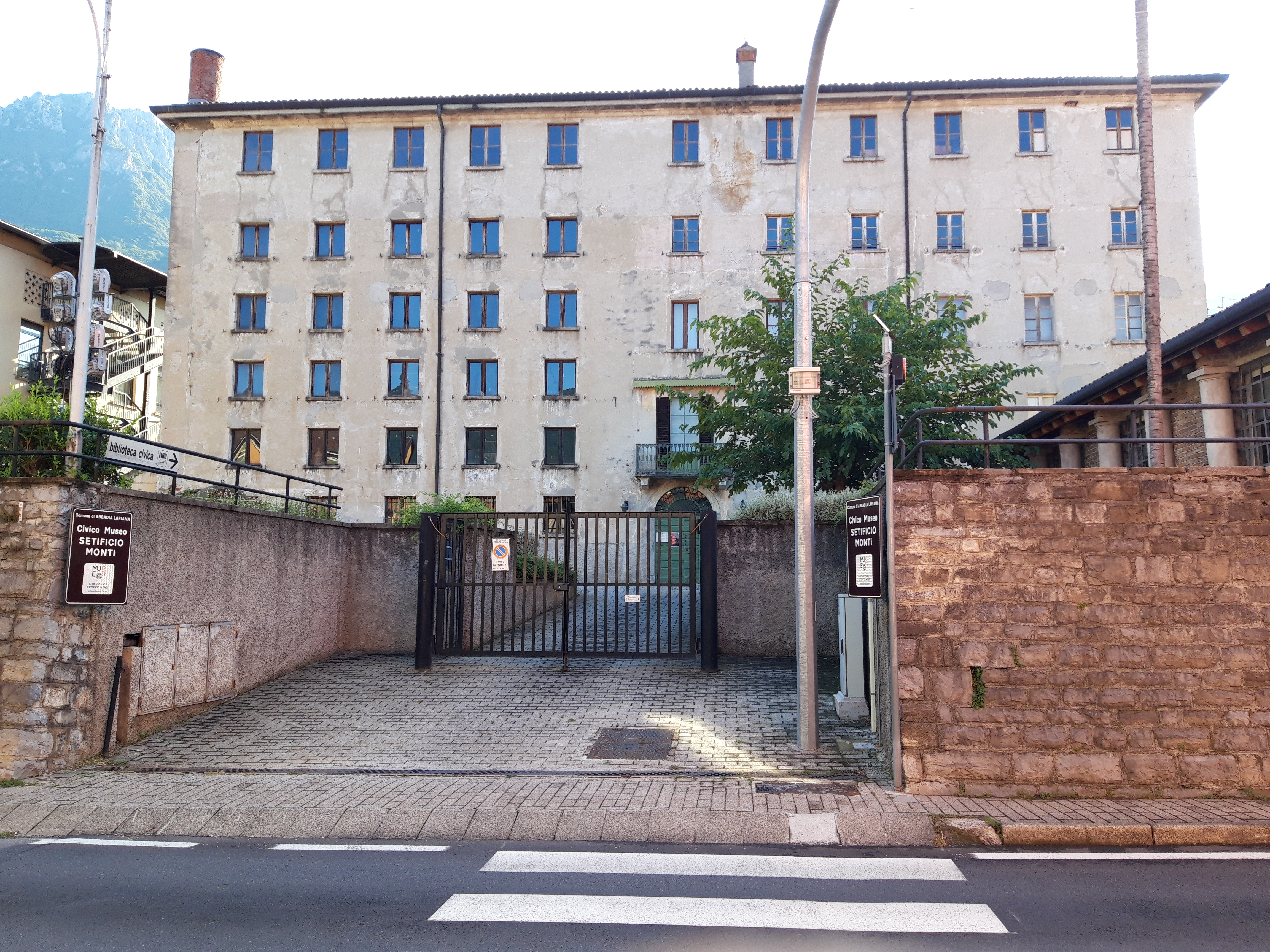
Museum setificio Monti

Die Gemeinde liegt auf einem Felsvorsprung an der Mündung des Zerbo in den Comersee. Die Gemeinde umfasst eine Fläche von 17,09 km². Zu Abbadia Lariana gehören die Fraktionen: Borbino, Onedo, San Rocco, Chiesa Rotta, Novegolo, Castello, Robianico, Molini, Linzanico, Crebbio, Lombrino, Piani Resinelli und Zana. Der Ort ist ein guter Ausgangspunkt für Wanderungen auf den Monte Grigna.
Die Nachbargemeinden sind Ballabio, Lecco, Mandello del Lario, Oliveto Lario, Valbrona (CO).

## Geschichte

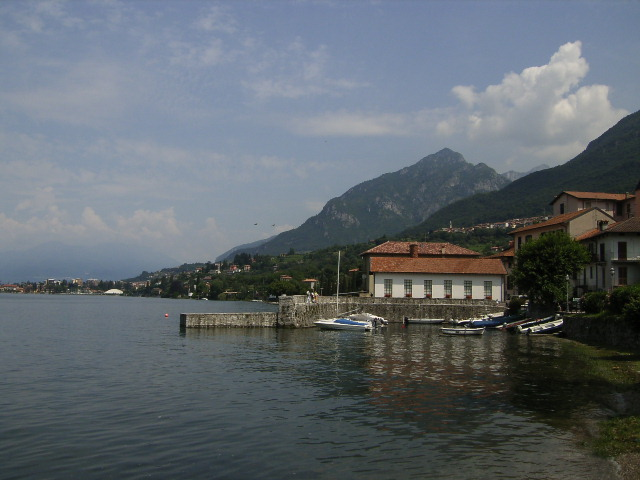
Hafen von Abbadia Lariana

Der Name stammt von einer alten Abtei (italienisch: Abbazia), die im Dorf stand. Von der Abtei ist aber heute nichts mehr zu sehen.
Im Jahr 833 schenkte der Erzbischof von Mailand der Abtei San Vincenzo in Prato in Mailand die Abtei San Pietro bei Mandello, von der die Gemeinschaft ihren Namen erhielt. Diese Abtei wurde zuerst von Benediktinern bewohnt. Später dann dem Kloster San Vincenzo in Mailand angeeignet. Im 13. Jahrhundert wurde es zum Servitenkloster. Nach den Statuten von Mandello, die auf die letzten Jahre des 14. Jahrhunderts zurückgehen, mussten die Gemeinden, die Mandello unterstanden (communia et universitates terrarum), d. h. der Jurisdiktion der Pieve angehörten, einen Konsul (mit der Verpflichtung, Beschwerden an den Rektor von Mandello zu richten), einen caneparo und zwei Schätzer für jede Gemeinde ernennen (Statuten von Mandello, 14. Jahrhundert). Vom 15. bis zum 18. Jahrhundert war Abbadia immer dem Podestà von Mandello unterstellt und gehörte zum Gerichtsbezirk von Mandello, der seit 1537 zum Contado della Riviera gehörte. Laut den Antworten auf die 45 Fragen der echten Volkszählung bildete Abbadia im Jahr 1751 eine Gemeinde (oder consolaria), die zur allgemeinen Gemeinde Mandello gehörte, die in der Riviera von Lecco eingeschlossen war, die damals dem Grafen Ercole Sfondrati unterstand und vom feudalen Podestà von Mandello abhängig war (auf dessen Strafbank der Konsul einen Eid abzulegen pflegte) und die mit den anderen Ländereien der Gemeinde Mandello bei der Zahlung der der allgemeinen Gemeinde geschuldeten Lasten konkurrierte (Antworten auf 45 Fragen, 1751, Mandello). Im Zuge der territorialen Aufteilung, die auf die Reform der Regierung des Staates Mailand im Dezember 1755 folgte und der eine bereits 1753 skizzierte Politik der Zusammenlegung der Gemeinden vorausging (Indice pievi Stato di Milano, 1753), wurde Borbino mit Abbadia zusammengelegt.
Mit der Aktivierung der Gemeinden in der Provinz Como auf der Grundlage der territorialen Aufteilung des Königreichs Lombardo-Venetien (Mitteilung vom 12. Februar 1816) wurde die Gemeinde Abbadia con Borbino in den Bezirk XI von Lecco aufgenommen. Mit der Regierungsbotschaft Nr. 12310/1822 vom 28. Mai 1830 wurde die Ersetzung des Gemeinderats in der Gemeinde Abbadia durch einen Generalkonvent genehmigt (Variazioni compartimento provincia di Como, 1816–1835). Abbadia con Borbino, eine Gemeinde mit Stadtrat, wurde durch die spätere territoriale Aufteilung der lombardischen Provinzen (Mitteilung vom 1. Juli 1844) im Bezirk XI von Lecco bestätigt. Im Jahr 1853 (Mitteilung vom 23. Juni 1853) wurde Abbadia mit dem Ortsteil Borbino, einer Gemeinde mit einem Gemeinderat ohne eigenes Büro und 696 Einwohnern, dem Bezirk X von Lecco zugeordnet.
Die Gemeinde Abbadia Lariana, die zur Provinz Como gehört, wurde 1928 aus den aufgelösten Gemeinden Abbadia sopra Adda und Linzanico gebildet.
Nach dem 1926 erlassenen Gesetz über die lokale Verwaltung wurde die Gemeinde von einem Podestà verwaltet. Nach der Gemeindereform von 1946 wurde die Gemeinde Abbadia Lariana von einem Bürgermeister, einer Junta und einem Gemeinderat verwaltet.

## Bevölkerung
| Bevölkerungsentwicklung | Bevölkerungsentwicklung | Bevölkerungsentwicklung | Bevölkerungsentwicklung | Bevölkerungsentwicklung | Bevölkerungsentwicklung | Bevölkerungsentwicklung | Bevölkerungsentwicklung | Bevölkerungsentwicklung | Bevölkerungsentwicklung | Bevölkerungsentwicklung | Bevölkerungsentwicklung | Bevölkerungsentwicklung | Bevölkerungsentwicklung | Bevölkerungsentwicklung |
| ----------------------- | ----------------------- | ----------------------- | ----------------------- | ----------------------- | ----------------------- | ----------------------- | ----------------------- | ----------------------- | ----------------------- | ----------------------- | ----------------------- | ----------------------- | ----------------------- | ----------------------- |
| Jahr                    | 1861                    | 1871                    | 1881                    | 1901                    | 1921                    | 1931                    | 1951                    | 1971                    | 1991                    | 2001                    | 2011                    | 2017                    | 2021                    |                         |
| Einwohner               | 1348                    | 1343                    | 1426                    | 1352                    | 1262                    | 1298                    | 1767                    | 2528                    | 3000                    | 3151                    | 3249                    | 3209                    | 3191                    |                         |
| Quelle: ISTAT           |                         |                         |                         |                         |                         |                         |                         |                         |                         |                         |                         |                         |                         |                         |

## Partnergemeinde
- Brno-Bosonohy, Tschechien

## Sehenswürdigkeiten
- Pfarrkirche San Lorenzo, bewahrt zwei Ölgemälde des 17. Jahrhunderts, besonders wichtig sind das Bild Madonna della cintura coi Santi Agostino, Monica e Domenico und das Holzkruzifix des 15. Jahrhunderts.
- Wasserfall Cenghen
- Civico Museo Setificio Monti – Städtisches Seidenmuseum errichtet 1989 in ehemaligen Seidenfabrik der Familie Monti.[2]

## Söhne und Töchter der Stadt
- Franco Trincavelli (1935–1983), Ruderer, Olympiamedaillengewinner